# Cidade Universitária
Ciutat Universitària és un barri situat en la regió administrativa de l'Illa del Governador, en la Zona Nord del municipi de Rio de Janeiro, al Brasil. El barri ocupa tota l'extensió de l'Illa del Fundão, i és popularment conegut pel nom de l'illa. En el barri, es localitzen la rectoria i la majoria de les unitats de la Universitat Federal de Rio de Janeiro (UFRJ), que ocupen una àrea superior a cinc milions de m².
Importants empreses i centres d'investigació compon el seu parc tecnològic, com FMC Technologies, Halliburton, entre d'altres. L'àrea total de Cidade Universitária és de 5.238.337,82 m², tenint, el 2010, 1.556 habitants. Encara que no adequades per al bany, l'illa posseeix dues platges: la del Catalão, que voreja la major part de l'est de l'illa; i la de la Caserna.

## Història
L'actual illa do Fundão va ser creada a partir dels abocaments a un arxipèlag de vuit illes durant la construcció del campus entre 1949 i 1952, sota ordres del president Getúlio Vargas (en l'època, la ciutat era compresa en l'antic Districte Federal). Primitivament, l'arxipèlag era format per tres grans illes:
- Illa del Bom Jesus da Coluna, corresponent avui a l'àrea del Centre de Tecnologia, de la Facultat de Lletres i de l'actual base de l'Exèrcit Brasiler;
- Illa do Fundão, corresponent avui a l'àrea de l'Hospital Universitari Clementino Fraga Filho;
- Illa da Sapucaia, corresponent avui a l'àrea de la Rectoria, del Parque Tecnológico do Rio e da Vila Residencial. De 1865 a 1940, aquesta illa serà el principal dipòsit d'escombraries de la ciutat.[5]

A més d'altres illes menors:

Vista aèria de la Ciutat Universitària de Rio, 1968. Arxiu Nacional del Brasil.

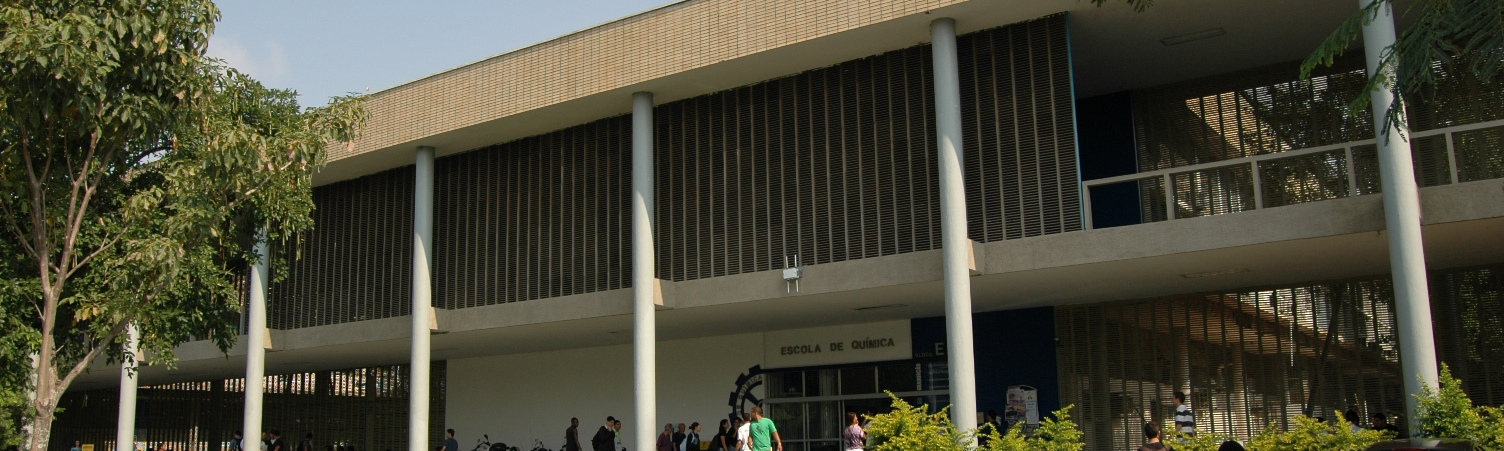
Panorama de la Escola de Química, situada en el bloc I del Centre de Tecnologia.

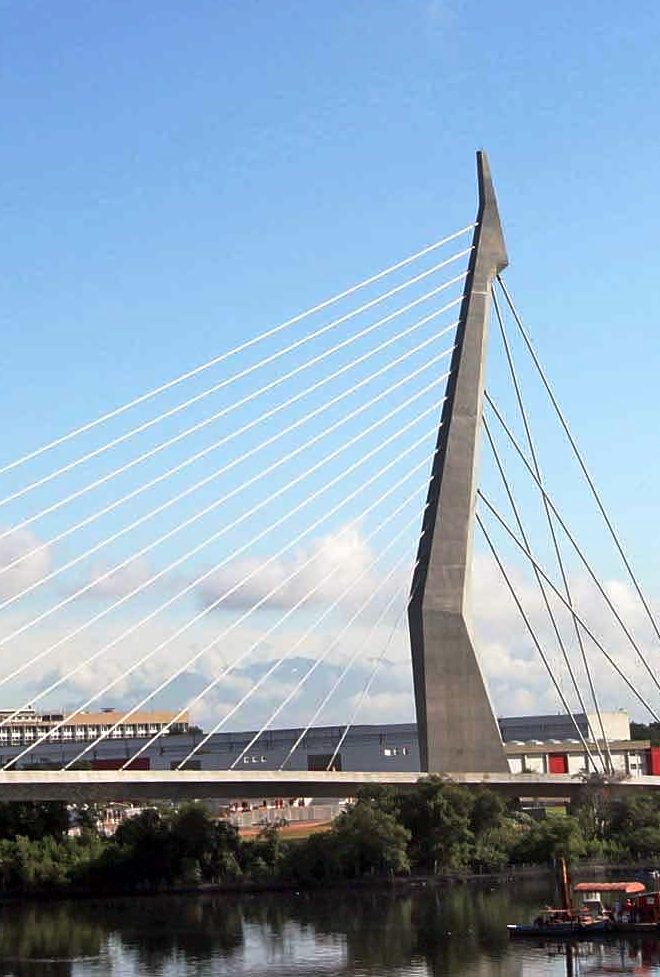
El Pont do Saber és una de les principals sortides de l'Illa de la Ciutat Universitària.

- Illa do Catalão, actual Reserva do Catalão, una Àrea protegida administrada per la UFRJ;
- Illes do Baiacu i das Cabras, ambdues situades entre les Illes do Fundão i do Catalão;
- Illes do Pindaí do Ferreira i ol Pindaí do França, ambdues situades entre les illes do Fundão i del Bom Jesus da Coluna.

## Parque Tecnológico do Rio
Alguns centres d'investigació i diverses empreses tenen una concessió cedida per la UFRJ per a actuar en la Ciutat Universitària. Aquestes institucions, juntes amb la universitat, van formar un gran parc tecnològic d'alta tecnologia i de referència internacional. Destacar:
- Centre d'Investigacions Leopoldo Américo Miguez de Mello (CENPES) de la Petrobras
- Centre d'Investigacions d'Energia Elèctrica (CEPEL) de la Eletrobrás.

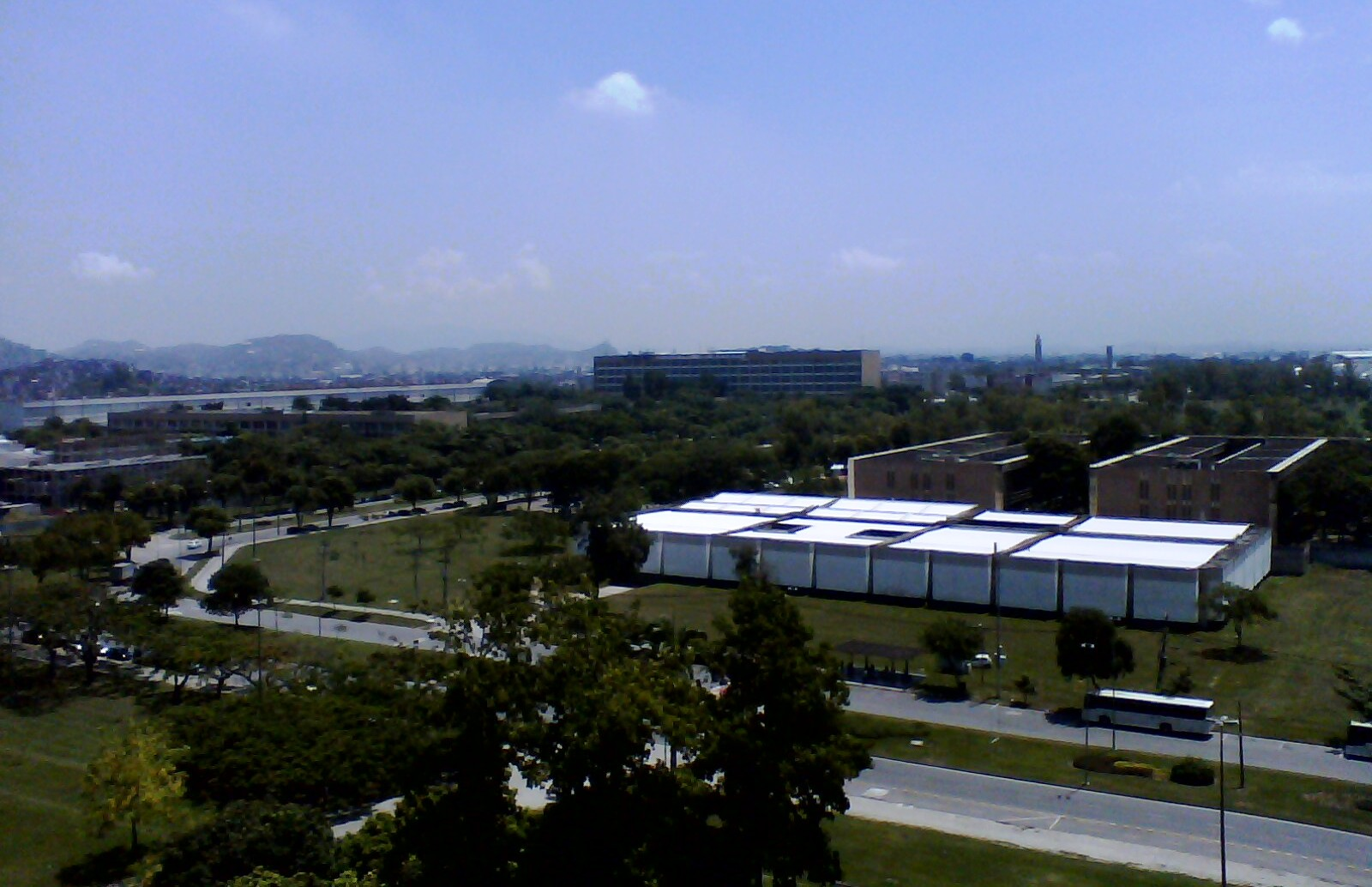
Ciutat Universitària del Riu, la Facultat de Lletres (a la dreta) i el Centre de Tecnologia (a l'esquerra).

- Centre de Tecnologia Mineral (CETEM) del Ministeri de la Ciència, Tecnologia i Innovació.
- Centre Brasiler d'Investigacions Físiques (CBPF) del Ministeri de la Ciència, Tecnologia i Innovació.
- Centre Tecnològic Global de la General Electric (GE).

Hi ha, encara, la presència dels laboratoris Lab Oceano, Núcleo de Estruturas Oceânicas (NEO), Centro de Excelência em Gás Natural (CEGN), un centre de realitat virtual vinculat al Laboratório de Métodos Computacionais em Engenharia (Lamce) i el Núcleo de Tecnologias de Recuperação de Ecossistemas (Nodreix).
Altres empreses ja van signar convenis amb la universitat per a establir centres d'investigació en l'illa, com Usiminas, Schlumberger, IBM, Baker Hughes, FMC Technologies, Repsol, Halliburton, Tenaris Confab i Inovax.